# Fiat 126
El Fiat 126 es un automóvil del segmento A, fabricado en varios países bajo licencia de la Fiat; entre los años de 1972 hasta el año 1992 en Italia, y desde 1973 hasta 2000 en Polonia.

## Historia
Su llegada se dio para ser el sustituto del famoso Fiat 500 de 1957. Era un automóvil de turismo con carrocería hatchback del segmento A. El 126 se fabricó en tres series: la primera desde 1972 hasta 1978, la segunda desde 1978 hasta 1984 y la tercera desde 1984 hasta 1992; hubo una cuarta serie de procedencia polaca, desde 1987 hasta el 2000.

### Primera serie
El Fiat 126 fue presentado en el Salón del Automóvil de Turín en 1972, estilísticamente derivado del concept car "Taxi City" hecho por Pío Manzú en 1968; y llegó como el reemplazo al "Fiat 500", y del que se renovó casi en su totalidad sus sistemas y partes mecánicas.
La novedad técnica más importante fue mostrada en todo el armazón de la carrocería, que fue diseñado para favorecer la seguridad para el usuario final, mediante la protección mediante nuevas mejoras adaptadas a las nuevas normas con base en el uso del concepto de "zonas de resistencia diferenciadas". Tres innovaciones técnicas importantes fueron incorporadas: el desplazamiento del tanque de combustible hacia el maletero; ahora delantero, en la parte trasera del coche (justo debajo del asiento trasero), una caja de marchas (de 4 velocidades) de velocidades sincrónicas (excepto en primer velocidad). A partir de 1978, y durante unos años en sus primeras unidades; también se adoptó un nuevo diseño de dirección para sustituir el sistema de junta con cremallera y piñón del tornillo clásico y actual con amortiguadores del tipo helicoidal en su suspensión, conjuntos provenientes del icónico 500, incluso el motor, el conocido bloque de cilindros gemelos refrigerado por aire y montado atrás en voladizo, era el mismo. Como el contemporáneo 500 R, su desplazamiento era de 594 cm³.
Totalmente nuevo, sin embargo, el interior, la instrumentación y los controles, no tendrían mejoras sustanciales, por lo que se mantuvieron algunos elementos sin un nivel medio de acabado, siendo muy económicos los materiales usados en su elaboración. Muchas mejoras fueron hechas en el 126, esencialmente, por el aumento de tamaño del cuerpo, muy cuadrado; mientras que se seguía manteniendo el mismo estilo, y permite más espacio, así como un mayor rendimiento y una mayor seguridad.
El 126 estaba disponible en dos estilos de carrocería: una completamente cerrada (como uno de los cambios más significativos desde el modelo "500"), y otra variante con un techo corredizo de lona (típico de su predecesor).

#### Fiat 126 Personal

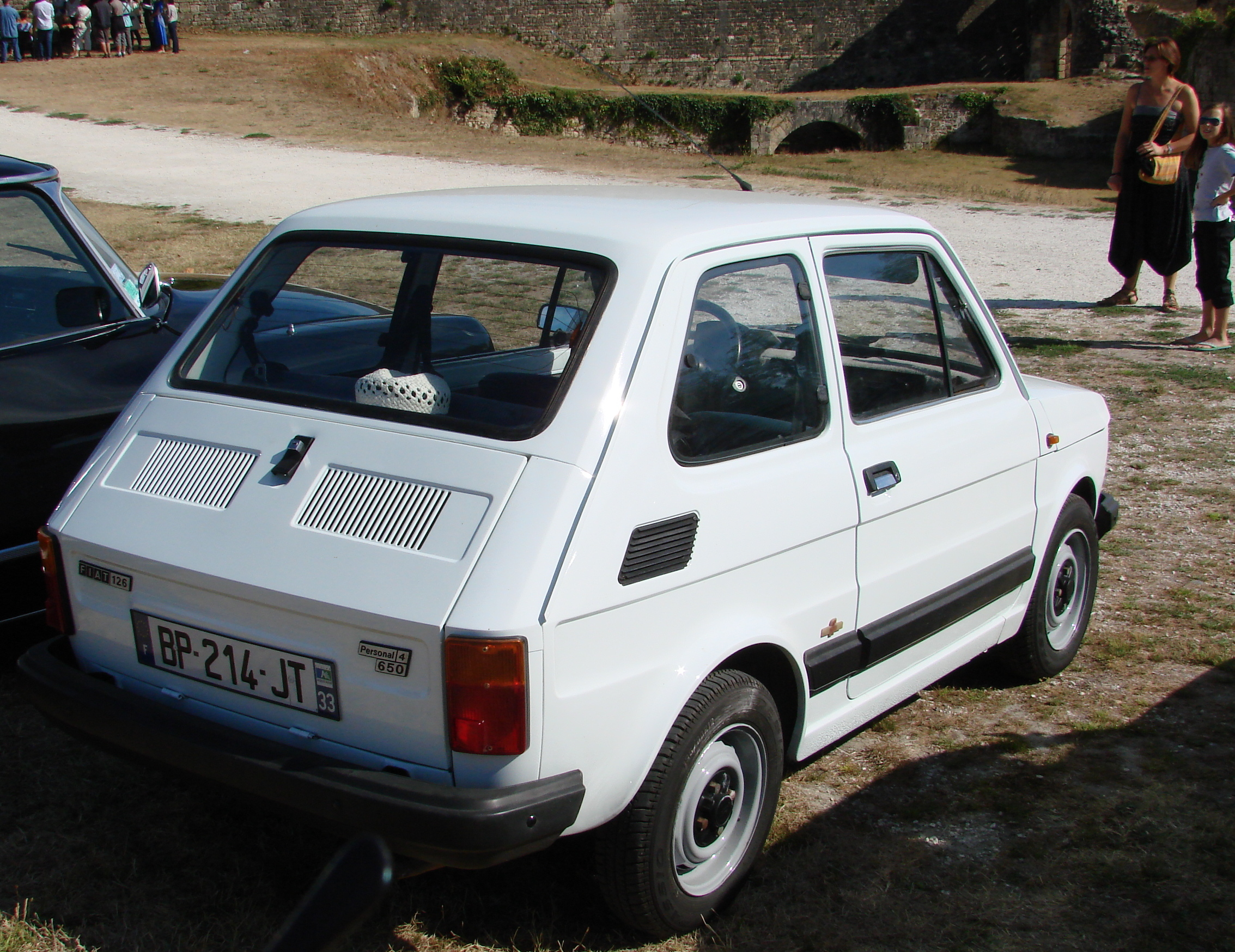
Fiat 126 Personal 4 (1978–1984)

En noviembre de 1976 vio la luz el Fiat 126 Personal (con asiento trasero desmontable y bolsillos laterales en el volante) y el Personal 4 (con asiento trasero fijo más amplio y sin bolsillos), contando en su equipamiento con parachoques de plástico, bocelería lateral en el mismo material, y rines (llantas) de 12 pulgadas de nuevo diseño, pero con nuevos bujes y tambores de freno más efectivos (derivados de la minivan 900 T), un capó ligeramente revisado (menor número de ranuras y el número de placa del diseño recreado diferente), nuevos interiores (con un torpedo y tablero de medidores recubiertos de tela, de similar composición al de los asientos). En julio de 1977, la cilindrada fue aumentada a 652 cc (24 CV). En el portamaletas apareció luego un nuevo logotipo en la tapa del maletero para diferenciarlo del modelo precedente.
La primera serie del 126, con capó y las ruedas del Personal, se mantuvo en producción; sin embargo, figuraba en las listas de la Fiat como un modelo de base o económico, de acuerdo con el sistema de clasificación de la Fiat; hasta 1982. El personal, en comparación con la primera serie disponían de mejores acabados y, gracias a sus interior más refinados, era considerado un automóvil casi snobista, una característica que Fiat señaló en 1978 gracias a la serie especial "Black and Silver" (basadas en el Personal 4), y caracterizadas por acabados especiales, con instalaciones enriquecidas (vidrios tintados, apoyacabezas, desempañador de vidrio trasero eléctrico) y con varias adiciones a su carrocería (pinturas especiales, en negro y gris respectivamente) y en sus marcajes y lujos (molduras laterales, parachoques y colores contrastantes). En 1980, la serie "Black and Silver" fue reemplazada en los tonos de pintura por coches de colores café y rojo, que se diferenciaban de los anteriores solo por el color (marrón oscuro o rojo burdeos) y en algunos detalles de los acabados. Estos dos últimos modelos fueron producidos en las instalaciones de la FSM en Polonia.

### El Fiat 126 y el Polski Fiat 126p
Además de Italia, (por primera vez en Cassino y luego en las plantas de la Fiat en Termini Imerese y Desio), el 126 también fue producido en la Fabryka Samochodów Małolitrażowych, o Fábrica de Automóviles de cilindraje corto de Polonia, en particular, desde el 6 de junio de 1973 donde las líneas de producción de las instalaciones en Bielsko-Biala exhiben las primeras unidades hechas con CKD italiano, y desde el 18 de septiembre de 1975, en las instalaciones de la segunda planta de FSO en Tychy. En Polonia, el pequeño coche era la estrella, en los años setenta de los esfuerzos para una masiva motorización en el país. El 126 fue para los polacos lo que el 600 había representado para los italianos en los años cincuenta. 
Finalmente el 8 de julio de 1979 la producción italiana de 126 se detiene, después de 1.352.912 unidades producidas; y desde luego en el Fiat 126 sólo se pulirán ciertos aspectos de su producción, incluyendo tanto los modelos para el mercado italiano como los del mercado polaco; los que desde ahora serían fabricados en Bielsko-Biala y Tychy. Pero una sola planta no hizo la citada interrupción, fue la planta de Termini Imerese donde se continuó produciendo, eso sí por un período muy corto de dos años del Fiat 126 ya con partes polacas, y con la orientación adecuada de técnicos italianos, y siendo contiunado incluso el modelo con techo corredizo, una opción muy popular en el Reino Unido. 
En mayo de 1983 se puso en marcha la producción de un modelo unificado del 126, con los logos escritos en el portón trasero (sencillamente llamados Fiat 126, poco después acompañado por las palabras "hecho por la FSM"), de conformidad con la ley que protege a los consumidores de comprar productos cuyo origen puede ser asumido por la empresa de marca y en lugar de que no corresponde a la realidad. Esta versión 83 se dijo unificado como se vende en una sola construcción sustancialmente idéntica a la de la Personal 4 ya no está en la lista. En 1985 se presentó un nuevo diseño del  126 unificado definitivamente toma el nombre de 126 por FSM: ha rediseñado el interior (con un salpicadero rediseñado por completo), granos inéditos parachoques, diferentes bandas laterales, un nuevo espejo retrovisor y puesta en marcha ya no es una palanca situada en el túnel, pero la clave como todo Fiat. La luz de marcha atrás se mueve bajo el parachoques trasero. La mecánica es el de Personal 4, y la economía en combustible (en promedio recorre 17 kilómetros con un litro de combustible).
También fue vendido en Yugoslavia como el "Zastava 126" , pero eran aún producidos en Polonia; siendo sólo ensamblados.

## Segunda serie
Los últimos cambios realizados en el 126, antes de dar paso a los mercados occidentales en el siglo XXI, se remontan a 1987 cuando debutó con el 126 Bis con motor exclusivo, portón trasero y refrigeración por agua. La idea de crear una zona de equipaje trasero se remonta a 1960, cuando Dante Giacosa creó el "500 Giardiniera" girando 90 º (de vertical a horizontal) el motor de dos cilindros. La solución se reanuda también desde el 126 Bis y se combinan, por primera vez, a la refrigeración por agua (en lugar de aire). La cilindrada (704 cc) y la potencia (33 CV) se incrementaron.
En esta ocasión, el utilitario italiano-polaco concedió algunos retoques estéticos: nuevas llantas (13 ") con cubiertas de plástico, nuevo parachoques trasero con spoiler y faros adicionales (marcha atrás y luz antiniebla trasera) integrados, nuevos espejos y nuevas luces traseras, nuevos neumáticos 135/70R13, dio una mejor maniobrabilidad del automóvil, cuyo rendimiento había mejorado (116 km/h de velocidad máxima). Esta nueva versión será exportado a Australia.
Fue también el prototipo de la "Kombi 126", una versión familiar con soluciones muy similares a la "Giardiniera 500", que, sin embargo, no alcanzó la fase de producción.
Mientras que en Europa occidental el 126 Bis era el único disponible, en el mercado polaco permaneció en la lista el viejo FSM 126, con la configuración clásica. En 1989, algunas tiras adhesivas aplicadas al costado del 126 Bis dio a luz al 126 Up, el último 126 occidental. La exportación se terminó en 1991.

## Final
En 1997, el BIS dejó la lista en Polonia, sustituido por el Maluch 126 ("pequeño" en polaco) y el 126P, equipado con motor refrigerado por aire, pero con inyección electrónica de combustible y convertidor catalítico.

## Producción
La producción se detuvo oficialmente el 22 de septiembre de 2000 en Polonia. En total se fabricaron 1.352.912 unidades en las plantas italianas, 3.318.674 en las plantas polacas y 2069 de las unidades polacas fueron ensambladas en Austria por el consorcio Fiat-Steyr. En dichas cifras se tuvieron también en cuenta a los modelos ensamblados en la fábrica de la Zastava en Yugoslavia, que comercializó este modelo como el "Zastava 126" Malujz.